# Montagny-les-Lanches
Montagny-les-Lanches là một xã trong tỉnh Haute-Savoie thuộc vùng Rhône-Alpes đông nam Pháp.